# Santa Maria d'Oló (església)
Santa Maria d'Oló és l'església parroquial del poble de Santa Maria d'Oló, a la comarca del Moianès.
És l'actual església parroquial, situada en el punt més pla del poble de Santa Maria d'Oló, prop de la zona on hi ha els principals comerços i la Casa de la Vila del poble. Ha substituït l'antiga església parroquial de Santa Maria i Sant Joan d'Oló. És una església moderna, construïda a partir de l'any 1950. Es va beneir el 1963, i s'hi traslladà la parroquialitat, la rectoria i els despatxos parroquials. La construcció va anar a càrrec del matrimoni Roger-Vidal, amos de la fàbrica més important del poble. És obra de l'arquitecte Manuel Puig i Janer, decorat bellament per Josep Artigues i Basté. És un edifici modern de línies agosarades, ple de simbolismes. L'església és dedicada a l'Assumpció de la Mare de Déu, una de les diferents advocacions de Santa Maria.

## Descripció
Església d'una sola nau, amb façana principal encarada a sol ixent. Té la capella del Santíssim adossada i el campanar separat de l'església i situat al cantó de migdia. En la façana es distingeixen clarament dues parts, determinades per un voladís sobre la porta, de línia quebrada amb funció de porxo. La porta d'accés queda definida per un arc escarser.
Estructuralment hi ha uns nervis oberts cap enfora, de pedra, que sostenen la teulada de ciment armat. En la part superior de la façana s'obren dos vitralls de colors, que són un motiu d'embelliment, així com un mosaic situat entre els finestrals i sobre la porta. L'absis presenta una forma irregular corbada, estructurat en quatre fileres de finestretes que van del sòcol a la teulada. Les parets són obrades amb totxos, mentre que el sòcol és de pedra. El campanar segueix la mateixa línia que l'església.

## Història
Es va començar a construir cap el 1950 i es va beneir el 1963. És obra de l'arquitecte Manuel Puig i Janer i la decoració anà a càrrec de Josep Artigues i Basté.
El matrimoni Roger-Vidal, amos de la gran fàbrica que hi ha propera, fou el promotor-financiador de l'obra.
Es considera com una de les millors obres d'art modern religiós de mitjan segle xx.
L'església es dedicada a l'Assumpció de la Mare de Déu.